# Mont Oriol
Mont Oriol (titolo originale Mont-Oriol) è il terzo romanzo di Guy de Maupassant, scritto nel 1886 ad Antibes e comparso originariamente come romanzo d'appendice nel 1887. 

## Trama
Christiane Andermatt, nata Ravenel, si reca in Alvernia per curare la propria presunta sterilità e qui si innamora di Paul Brétigny (amico di suo fratello, Gontran de Ravenel) con il quale ha una relazione e dal quale resta incinta, mentre il marito di lei, William Andermatt, conduce affari di compravendita di terreni nella zona. Tra questi affari, condotti con spirito speculativo e scene da commedia (la società che fonda si chiama appunto "Mont-Oriol" e diventa una specie di clinica per cure termali), e gli appuntamenti burrascosi della nuova coppia (lei ingenua, lui geloso e violento, tanto che lei dubita se continuare), senza escludere una certa ironia sulle pratiche mediche e finanziarie, spingono la trama a continue svolte dei personaggi, tanto che quando Christiane e Paul si lasciano e nel rivedersi fanno finta di non conoscersi non si può evitare di ridere delle pretese dei borghesi, dei conflitti amorosi e di quelli tra interessi parigini e locali, non esclusa una certa visione del capitalismo del XIX secolo.

## Edizioni italiane
- trad. di P. E. Francesconi, Galli, Milano, 1898
- trad. anonima, Quattrini, Firenze, 1914
- trad. anonima, Barion, Milano, 1924
- trad. di C. Meneghelli con il titolo L'acqua dei miracoli, Minerva, Milano, 1934
- trad. di Curzio Siniscalchi, Lucchi, Milano 1958
- trad. di Roberto Ortolani, Maradei, Milano, 1958
- trad. di Francesco De Rosa, Mursia, Milano, 1958
- trad. di Francesco Francavilla, Rizzoli, Milano, 1961
- trad. di Luca Premi, Newton Compton, Roma, 1993